# Abitibi-Témiscamingue
Abitibi-Témiscamingue es una región de la provincia canadiense de Quebec. Según el censo de 2021, tiene una población de 147 082 habitantes.
Es una región exclusivamente territorial, por cuanto las regiones en Quebec no tienen Gobierno propio, sino que sirven principalmente para organizar la prestación de servicios del Gobierno provincial, sobre todo la asignación de fondos para el desarrollo económico regional.
Se compone de cuatro municipios regionales de condado (MRC) y un territorio equivalente con estatus de ciudad.
Existen 79 municipios constituidos en la región.

## Demografía
- Población: 147 082 (2021)
- Superficie: 57 325.74 km²[1]
- Densidad de población: 2.6 hab./km²[1]

Lengua materna:
- Francés: 95.0 %
- Inglés: 3.2 %
- Otras: 1.8 %

## Divisiones administrativas

### Municipios regionales de condado (MRC)
- Abitibi
- Abitibi-Ouest
- La Vallée-de-l'Or
- Témiscamingue

### Territorio equivalente a MRC (con estatus de ciudad)
- Rouyn-Noranda[2]